# Kanton Seclin-Sud
Der Kanton Seclin-Sud war bis 2015 ein französischer Wahlkreis im Arrondissement Lille, im Département Nord und in der Region Nord-Pas-de-Calais. Sein Hauptort war Seclin. Vertreter im Generalrat des Departements war ab 2001 Gérard Boussemart (PS).

## Gemeinden
Der Kanton bestand aus einem Teil der Stadt Seclin (angegeben ist hier die Gesamteinwohnerzahl, im Kanton lebten etwa 8.000 Einwohner) und weiteren zehn Gemeinden:
| Gemeinde              | Einwohner Jahr | Fläche km² | Bevölkerungsdichte | Code INSEE | Postleitzahl |
| --------------------- | -------------- | ---------- | ------------------ | ---------- | ------------ |
| Allennes-les-Marais   | 3.387 (2013)   | 5,55       | 610 Einw./km²      | 59005      | 59251        |
| Annœullin             | 10.246 (2013)  | 9,01       | 1137 Einw./km²     | 59011      | 59112        |
| Bauvin                | 5.306 (2013)   | 3,85       | 1378 Einw./km²     | 59052      | 59221        |
| Camphin-en-Carembault | 1.607 (2013)   | 7,39       | 217 Einw./km²      | 59123      | 59133        |
| Carnin                | 948 (2013)     | 2,33       | 407 Einw./km²      | 59133      | 59112        |
| Chemy                 | 742 (2013)     | 3,48       | 213 Einw./km²      | 59145      | 59147        |
| Don                   | 1.356 (2013)   | 2,32       | 584 Einw./km²      | 59670      | 59272        |
| Gondecourt            | 3.918 (2013)   | 8,22       | 477 Einw./km²      | 59266      | 59147        |
| Herrin                | 402 (2013)     | 2,17       | 185 Einw./km²      | 59304      | 59147        |
| Provin                | 4.187 (2013)   | 3,39       | 1235 Einw./km²     | 59477      | 59185        |
| Seclin                | 12.571 (2013)  | –          | – Einw./km²        | 59560      | 59113        |